# Reprezentacja Ukrainy studencka w piłce nożnej mężczyzn
Reprezentacja Ukrainy studencka w piłce nożnej jest studencką reprezentacją Ukrainy, sterowaną przez Ukraiński Związek Piłki Nożnej. Jest powoływana przez selekcjonera co dwa lata, w niej występować mogą wyłącznie zawodnicy posiadający obywatelstwo ukraińskie i którzy w momencie przeprowadzania imprezy docelowej (finałów Letniej Uniwersjady) są studentami studiów wyższych.
W 1995 studencka reprezentacja debiutowała w turnieju finałowym Letniej Uniwersjadzie w Fukuoce.
W 2001 roku Zbirna zagrała na Letniej Uniwersjadzie w Pekinie, gdzie w meczu o 1 miejsce przegrała 0:1 z Japonią.
W 2007 roku Zbirna zagrała na Letniej Uniwersjadzie w Bangkoku, gdzie w meczu o 1 miejsce pokonała 1:0 Włochy.
Złote medale otrzymali:
Wołodymyr Ikonnikow (Prykarpattia Iwano-Frankowsk), Anton Monachow (Krymtepłycia Mołodiżne), Roman Wojnarowski (Krymtepłycia Mołodiżne), Artem Sztańko (Illicziweć Mariupol), Ihor Hrebynski (Prykarpattia Iwano-Frankowsk), Andrij Baszłaj (Dynamo Kijów), Roman Boczkur (Czornomoreć Odessa), Dmytro Pronewicz (Dnipro Czerkasy), Mykoła Rewucki (Prykarpattia Iwano-Frankowsk), Andrij Zaporożan (Enerhetyk Bursztyn), Ihor Hordia (Dnipro Dniepropetrowsk), Ołeh Herasymiuk (Dynamo Kijów), Dmytro Hunczenko (Illicziweć Mariupol), Wadym Hostiew (wolny agent), Roman Łucenko (MFK Mikołajów), Andrij Szewczuk (PFK Sewastopol), Ihor Chudobiak (Prykarpattia Iwano-Frankowsk), Artem Starhorodski (Arsenał Kijów), Andrij Misiajło (Illicziweć Mariupol).
W 2009 roku Zbirna zagrała na Letniej Uniwersjadzie w Belgradzie, gdzie w meczu o 1 miejsce ponownie pokonała 3:2 Włochy.
Złote medale otrzymali:
Jurij Bachtijarow (Bukowyna Czerniowce), Jurij Kysyłycia (wolny agent), Władysław Piskun (PFK Sewastopol), Andrij Baszłaj (PFK Sewastopol), Anton Monachow (Tawrija Symferopol), Ihor Hrebynski (Prykarpattia Iwano-Frankowsk), Andrij Zaporożan (FK Ołeksandrija), Ołeksij Repa (Arsenał Kijów), Artem Starhorodski (Arsenał Kijów), Władysław Mykulak (Zakarpattia Użhorod), Ołeksandr Krochmaluk (CSKA Kijów), Ihor Hordia (Metałurh Donieck), Andrij Misiajło (wolny agent), Mykoła Rewucki (Prykarpattia Iwano-Frankowsk), Wasyl Czorny (Nywa Tarnopol), Ihor Chudobiak (Prykarpattia Iwano-Frankowsk), Dmytro Hunczenko (wolny agent), Matwij Bobal (Tawrija Symferopol), Andrij Szewczuk (PFK Sewastopol).

## Sukcesy
- mistrz Uniwersjady: 2007, 2009
- wicemistrz Uniwersjady: 2001

## Występy na Letnich Uniwersjadach
Uwaga: Od 1985 rozgrywano rozgrywki piłkarskie na Letnich Uniwersjadach (w 1979 odbył się turniej nieoficjalny, a w 1989 nie rozgrywano).
- 1993: Nie zakwalifikowała się
- 1995: 4 miejsce
- 1997: 4 miejsce
- 1999: 11 miejsce
- 2001: Wicemistrz
- 2003: 11 miejsce
- 2005: Nie zakwalifikowała się
- 2007: Mistrz
- 2009: Mistrz
- 2011: 14 miejsce
- 2013: 6 miejsce

## Selekcjonerzy
- 1995:  Wołodymyr Łozynski

...
- 1995:  Anatolij Buznik

...
- 2007:  Wołodymyr Łozynski
- 2009:  Wołodymyr Łozynski